# Nanostreptus libertinus
Nanostreptus libertinus är en mångfotingart som först beskrevs av Filippo Silvestri 1895.  Nanostreptus libertinus ingår i släktet Nanostreptus och familjen Spirostreptidae. Inga underarter finns listade i Catalogue of Life.